# Bartlowa Góra

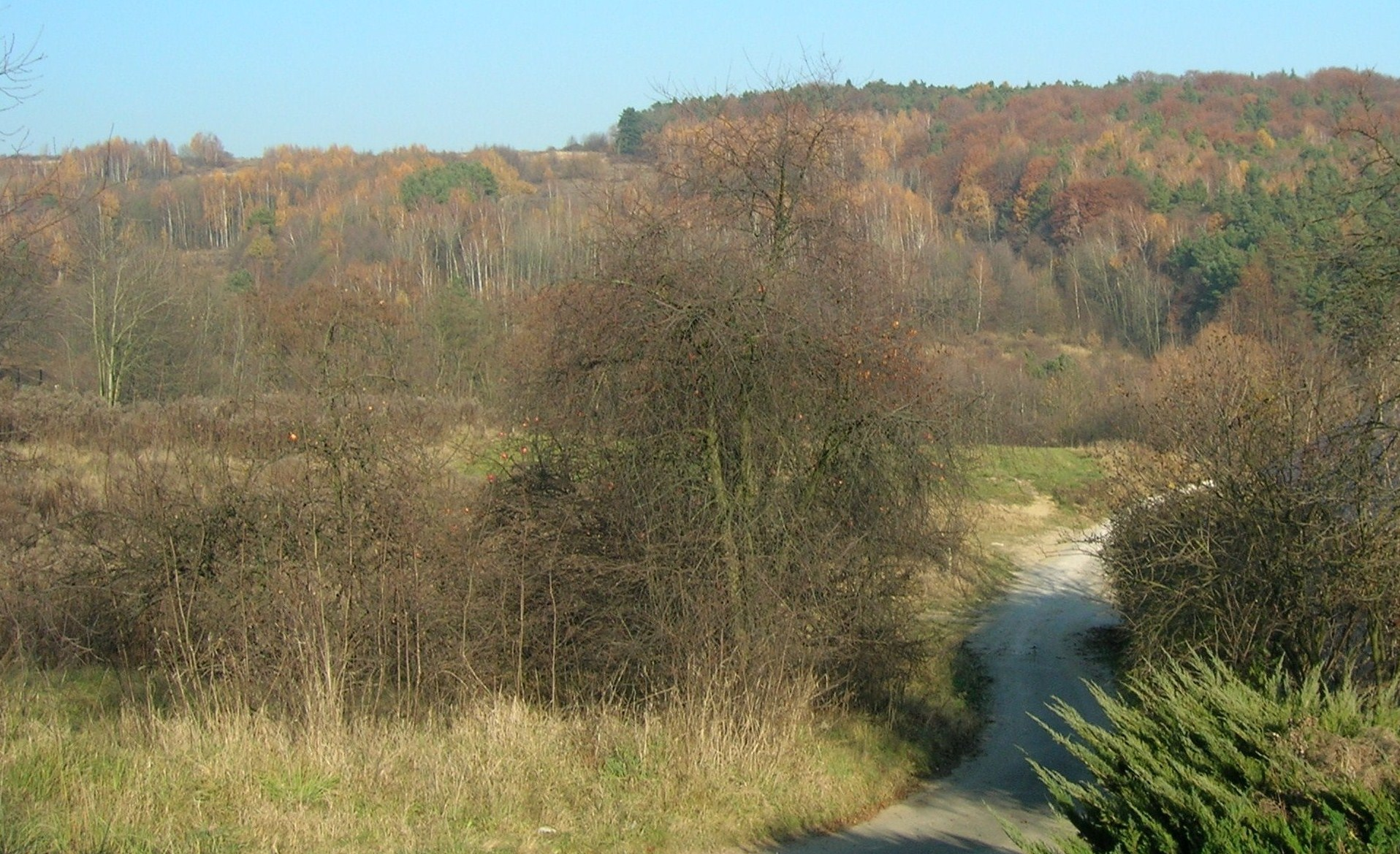
Las Bartlówka i Szwedzka Droga - widok od strony północnej

Bartlowa Góra – zalesione wzgórze w lesie Bartlówka o wysokości 332 m n.p.m., na Wyżynie Olkuskiej. Znajduje się pomiędzy miejscowościami Krzeszowice (przy południowo-zachodniej części osiedla Czatkowice) i Czerna w widłach potoków Krzeszówka w Dolinie Krzeszówki i Miękinia w Dolinie Miękini. Wchodzi w skład obszaru Parku Krajobrazowego Dolinki Krakowskie. Na szczycie wzniesienia dobry punkt widokowy. Na południe zbocza Bartlowej Góry opadają do Rowu Krzeszowickiego, na północny zachód od Bartlowej Góry ciągnie się Dolina Miękini. Północna część łączy się z wzgórzem Lipiniówka.

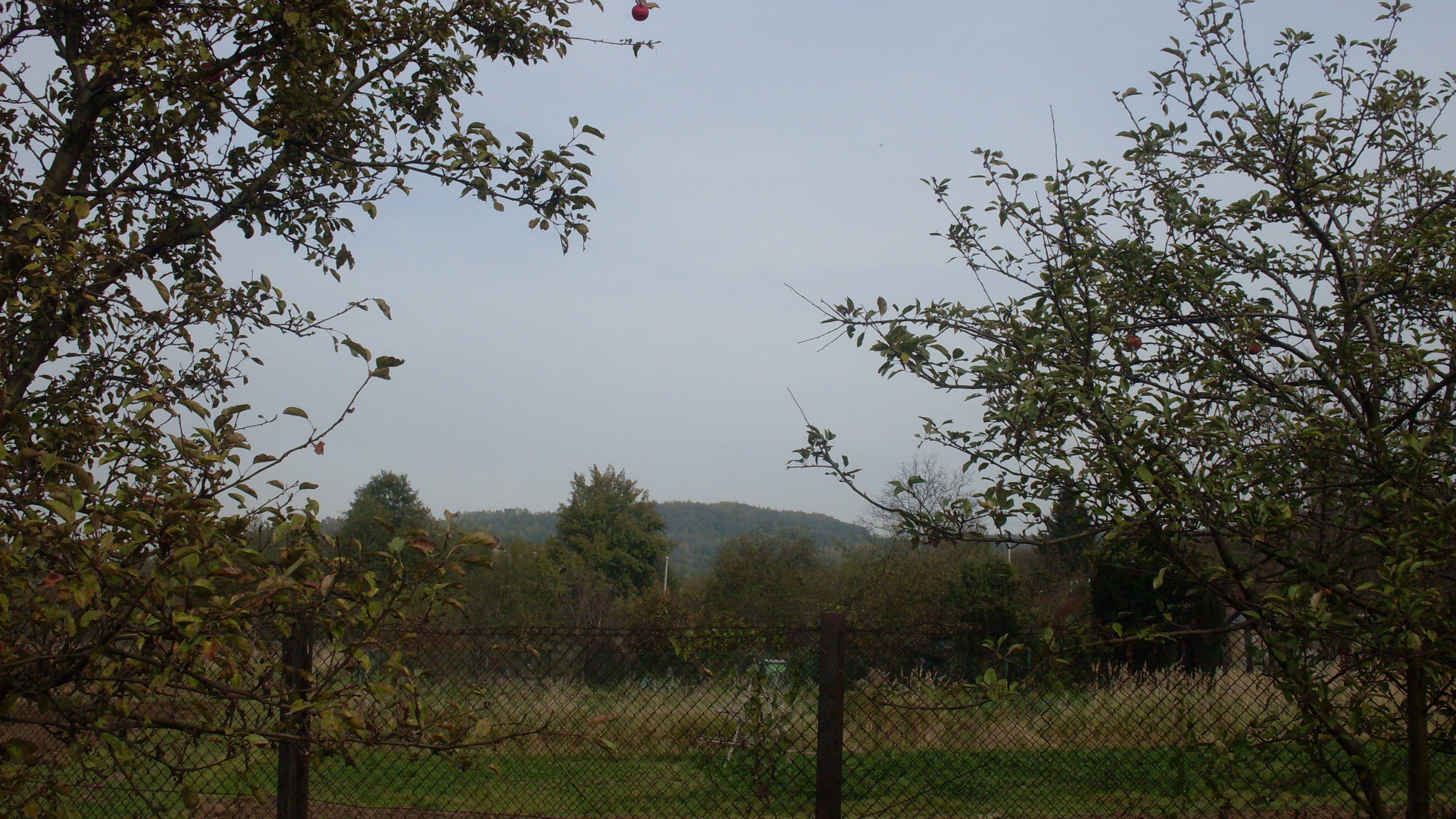
Widok na wzgórze od strony południowo-wschodniej

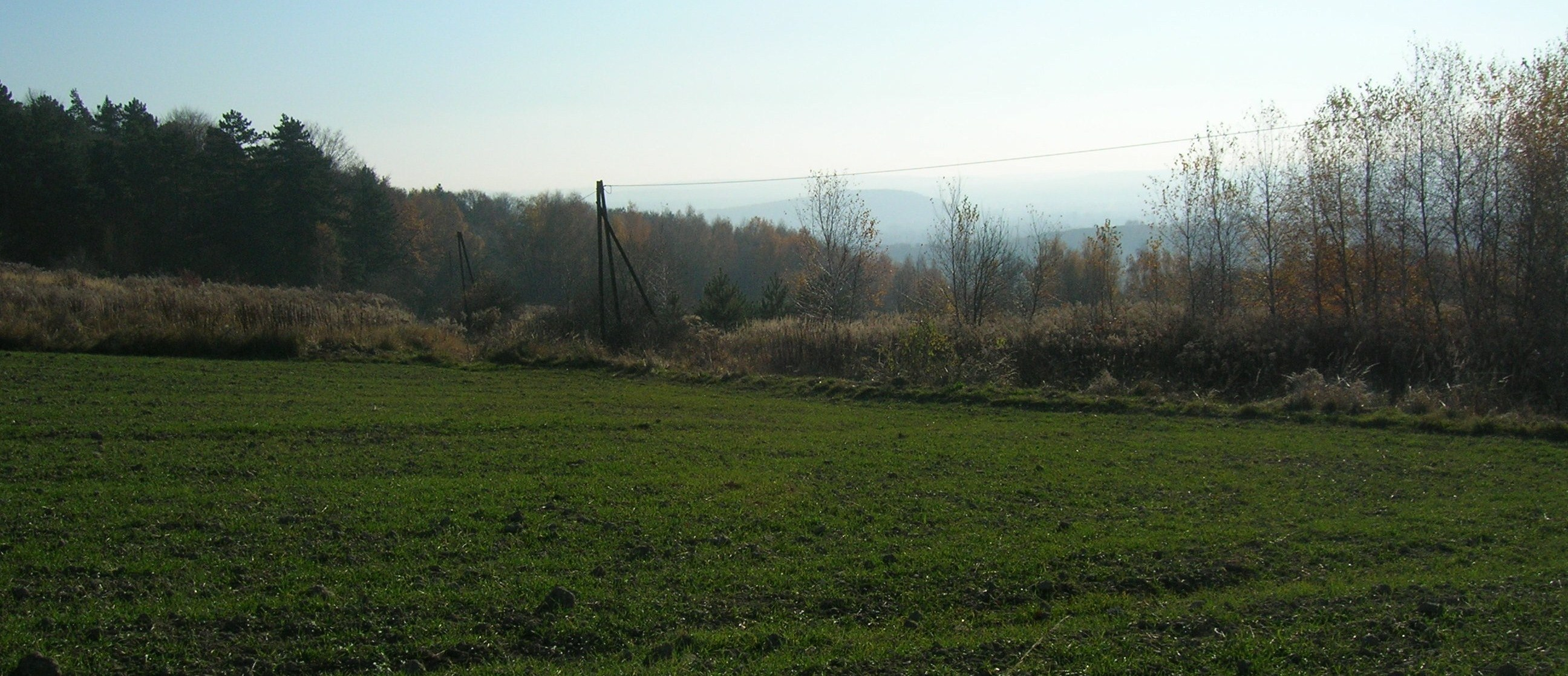
Las Bartlówka i Szwedzka Droga - widok od strony północno-zachodniej

Na Bartlowej Górze znajdują się pozostałości mało znanego grodziska z VIII-IX w. Grodzisko to uległo potem zniszczeniu, ale w XVII w. podczas "potopu szwedzkiego" było powtórnie wykorzystywane przez Szwedów, którzy dokonali jego ufortyfikowania. Założyli w grodzisku obóz i wykonali potrójne obwałowania wokół niego, oraz drogę z Krzeszowic do Nowej Góry. Do tej pory droga ta nazywana jest "Szwedzką Drogą".

## Szlaki rowerowe
– z Krzeszowic przez Bartlową Górę, Dolinę Eliaszówki (obok Klasztoru w Czernej), Dębnik i Siedlec do Krzeszowic.